# Institut Superior d'Educació i Comunicació
L'Institut Superior d'Educació i Comunicació (Instituto Superior de Educação e Comunicação) és un dels quatre campus de la Universitat de São Tomé i Príncipe. Actua com a campus principal i està situat al barri 3 de Fevereiro, al sud-oest de la capital de São Tomé. Està a la vora del centre històric de la ciutat, prop del Liceu Nacional de São Tomé i Príncipe.

## Història
Va ser fundada com l'Escola de Formação e Superação de Quadros Docentes (EFSQD) l'any 1982 i va ser la primera universitat del país. Es va convertir en Escola de Formação de Professores e Educadores (EFOPE) l'any 2000. Va canviar el seu nom el 12 de setembre de 2016.
Els dos primers rectors de la universitat provenien d'aquest campus, el primer fou Peregrino do Sacramento da Costa i el segon Ayres Bruzaca de Menezes.

## Cursos
Pel gener de 2017 els següents cursos eren:
- Gruaudació en Formació Inicial d'Educació Bàsica
- Finalització de la Graduació en Educació Bàsica
- Batxillerat en Educació Bàsica
- Batxillerat en Educació Infantil